# Dyckia tweediei
Dyckia tweediei är en gräsväxtart som beskrevs av Carl Christian Mez. Dyckia tweediei ingår i släktet Dyckia och familjen Bromeliaceae. Inga underarter finns listade i Catalogue of Life.